# Зіше Брейтбарт
Зигмунд Брейтбарт (22 лютого 1893 — 12 жовтня 1925) (їдиш: זיגמונד ברייטברט), також відомий в народі як Зіше або Сіше Брейтбарт (їдиш: זישה ברייטברט) — польський єврей за походженням, герой єврейського фольклору, стронґмен, учасник шоу водевіль. Протягом 1920-тих був відомий як «найсильніша людина світу» і «Eisenkönig» («Залізний король»).

## Ранній період життя
Народився 22 лютого 1893 в місті Стрикув, поблизу Лодзя в сім'ї євреїв-ковалів.

## Стронґмен
Зіше подорожує Америкою та Європою разом з цирковою трупою «Цирк Буш». Він виконував різні трюки із залізом, щоб відповідати своєму ковальському минулому. Він згинає залізо у різні візерунки, голими руками рвав ланцюги і навіть розламав навпіл підкову. Окрім цього всього, Зіше прославився своїми небезпечними трюками: збив на ходу два коня, зубами тягнув вагон, тримав автомобіль з десятьма пасажирами у себе на грудях. Також у нього на грудях розбивали каміння кувалдою. Також підняв мале слоненя і разом з ним піднявся сходами.
Користуючись стрімким зростанням попиту на прокачку м'язів Брейтбарт написав власну книгу, в якій детально описав основні принципи нарощування м'язів.

## Смерть

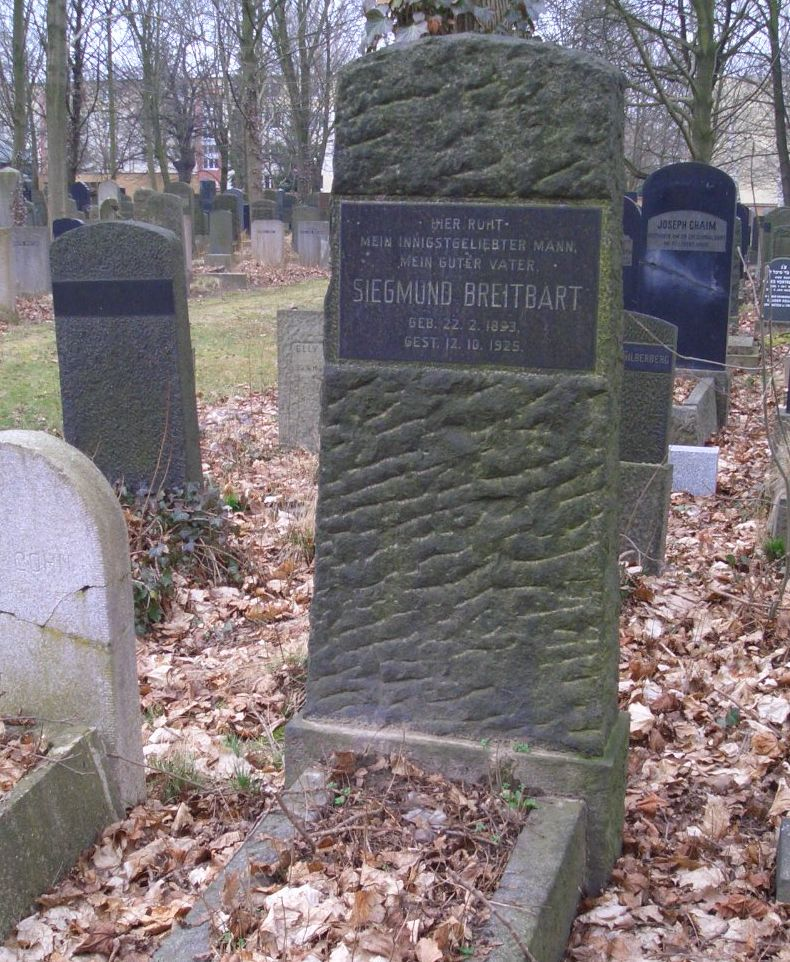
Могила Брейтбарта на кладовищі в Берліні.

Брейтбарт загинув через вісім місяців після демонстрації своєї сили в Берліні. Під час виконання номера з використанням ножів Зіше через власну необачність поранився одним з ножів. Рана заразилася, що призвело до смертельного зараження крові. І хоча він пережив 10 операцій, в ході яких були ампутовані обидві ноги, інфекція була занадто важкою. Брейтбарт помер у жовтні 1925 року. Похований на кладовищі Адасса-Їзроєль в Берліні.

## Спадщина
У 2001 році Вернер Херцог вирішив зняти фільм, присвячений атлету, під назвою «Непереможний». Роль Брейтбарта зіграв фінський стронґмен Юко Ахола.
Став натхненням для Роберта Рубінштейна. Письменник написав книгу «Зіши — непереможний стронґмен». Видавництво: Kar-Ben Publishing.
Існує припущення, що Брейтбарт став прообразом супергероя Супермена, створеного Джо Сігелом і Джеррі Шустером.